# New Brunswick
 Denne artikel omhandler den canadiske provins. For byen i New Jersey, se New Brunswick (New Jersey).
'New Brunswick (fransk: Nouveau-Brunswick') er en canadisk provins beliggende i Østcanada. Vigtige byer er blandt andre hovedstaden Fredericton, Moncton og Saint John. Provinsen har både engelsk og fransk som officielle sprog. Sprogene tales som modersmål af henholdsvis 64 og 32 procent af provinsens befolkning.
New Brunswick blev en provins i 1867 og har i dag omkring 700.000 indbyggere. Provinsen dækker et 72.908 km² stort areal, hvilket er knapt dobbelt så stort som Danmark. Både målt på befolkning og areal er der tale om den ottendestørste af Canadas 10 provinser.  Økonomien har traditionelt været baseret på skovbrug.
Siden 1997 er New Brunswick forbundet med Prince Edward Island via den 12,9 kilometer lange Confederation Bridge over Northumberlandstrædet.
New Brunswick blev oprettet som britisk koloni i 1784. Kolonien blev opkaldt efter hertugdømmet Braunschweig-Lüneburg, hvorfra den daværende britiske konge, George III, stammede.
Premierministeren er den liberale Shawn Graham.